# Échigey

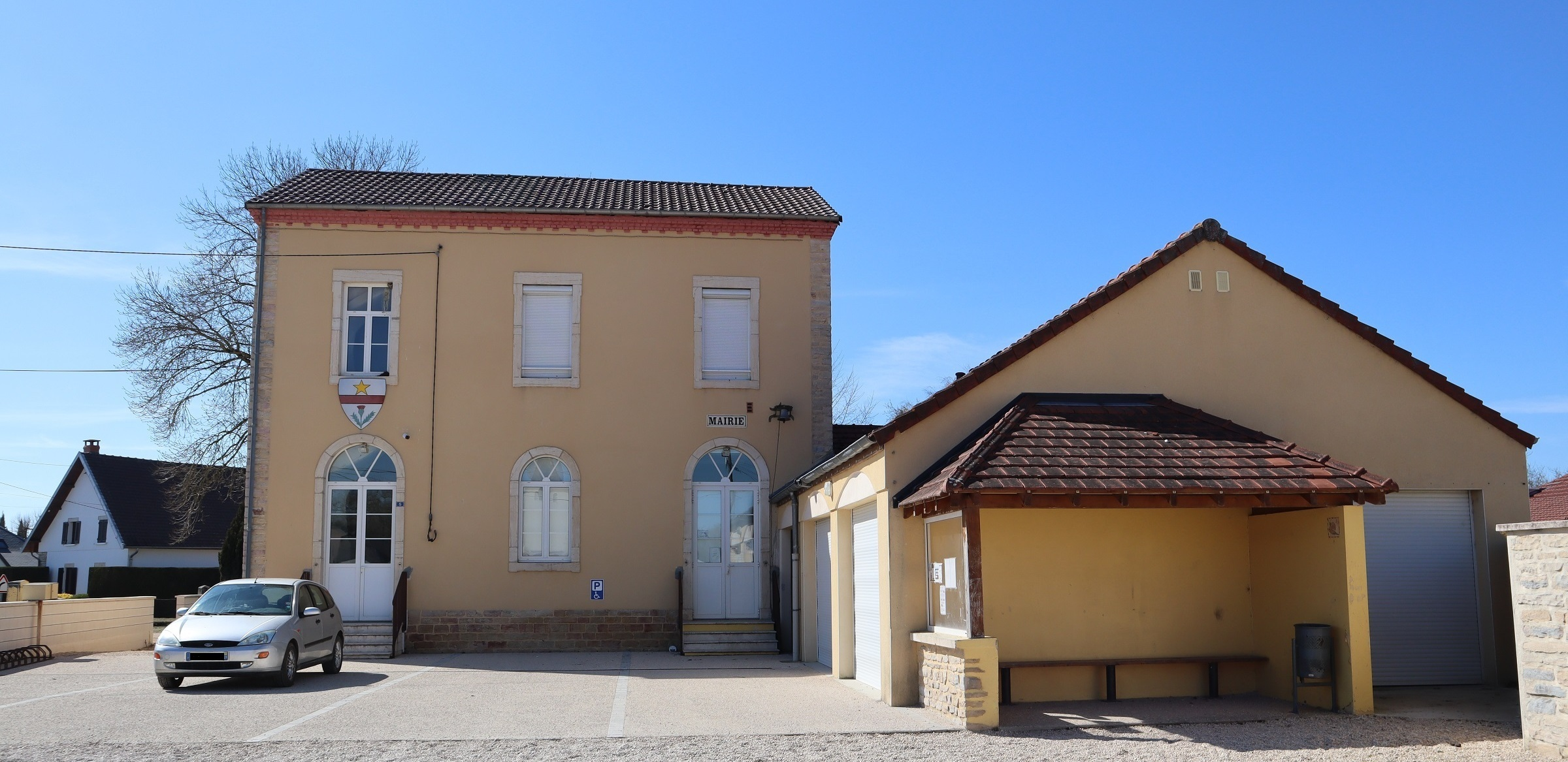
Die Mairie von Échigey

Échigey ist eine französische Gemeinde mit 307 Einwohnern (Stand 1. Januar 2022) im Département Côte-d’Or in der Region Bourgogne-Franche-Comté. Sie gehört zum Arrondissement Dijon und zum Kanton Genlis.

## Bevölkerungsentwicklung
| Jahr                       | 1962 | 1968 | 1975 | 1982 | 1990 | 1999 | 2012 | 2019 |
| Einwohner                  | 129  | 110  | 148  | 196  | 184  | 214  | 287  | 298  |
| Quellen: Cassini und INSEE |      |      |      |      |      |      |      |      |